# 尾道短期大学
尾道短期大学（日语：／ Onomichi Tanki Daigaku *），简称Onotan，是过去一所位于日本广岛县尾道市的公立短期大学。

## 概要

### 简介
- 学校最早可以追溯到1946年[1][2]。短期大学为于1950年开办[2]、由尾道市经营。招生到2000年[3]、停办于2004年。为男女同校从开办。

### 历史
- 1950年 尾道短期大学成立并同时设置一个学科即日文科。
- 1951年 经济科成立[3]。
- 1988年 经营信息学科成立[3]。
- 2000年 招生最后、次年停止招生（正式停办于2004年3月31日[3]）。

## 学校环境
- 校区：在了广岛县尾道市[注 1]

## 组织

### 学科
- 日文科
- 经济科
- 经营信息学科

## 相关链接
- 日本短期大学列表